# Chlorogomphus vietnamensis
Chlorogomphus vietnamensis – gatunek ważki z rodziny Chlorogomphidae.